# Фол (кентавр)
Фол, фолос (др.-греч. Φόλος) — в древнегреческой мифологии кентавр. Сын Силена и Мелии. Участник индийского похода Диониса. Во время битвы с лапифами Фол бежал.
В древние времена Дионис вручил пифос с вином одному из кентавров, велев открыть только тогда, когда явится Геракл. Четыре поколения спустя Геракл пришел в гости, и Фол открыл этот пифос, угощая Геракла вином. По другому варианту, Фол угощал Геракла жареным мясом и открыл общую бочку. Привлеченные запахом вина, на пещеру напали кентавры, Геракл перебил их. Затем Фол вытащил из трупа отравленную стрелу Геракла, стрела упала на ногу и ранила его. Геракл похоронил его. Гора, под которой он был погребен, стала называться Фолоей.
Согласно Вергилию, Фол был убит Гераклом. По версии, стал созвездием Кентавра.
Сюжету посвящены комедии Эпихарма «Геракл у Фола» и Динолоха «Фол».